# Fontaine de Faucogney-et-la-Mer
La fontaine de Faucogney-et-la-Mer est une fontaine située à Faucogney-et-la-Mer, en France.

## Localisation
La fontaine est située sur la commune de Faucogney-et-la-Mer, dans le département français de la Haute-Saône.

## Historique
L'édifice est classé au titre des monuments historiques en 1992.